# Hälltjärnen (Trehörningsjö socken, Ångermanland)
Hälltjärnen är en sjö i Örnsköldsviks kommun i Ångermanland och ingår i Lögdeälvens huvudavrinningsområde.